# Маргарита Бургундская (графиня Тоннера)
Маргарита Бургундская (фр. Marguerite de Bourgogne; не ранее 1249 и не позднее 1250 — 4 сентября 1308, предп. Тоннер) — графиня де Тоннер с 1262, королева Сицилии и Неаполя, 2-я дочь Эда Бургундского, графа Невера, Осера и Тоннера, и Матильды (Мод) II де Бурбон-Дампьер, дамы де Бурбон, графини Невера, Осера и Тоннера.

## Биография
В 1262 году умерла мать Маргариты, Матильда, обширные владения которой в Бургундии были разделены между тремя дочерьми. Матильда в итоге унаследовала графство Тоннер. Однако старшая сестра Маргариты, Иоланда, долгое время противилась разделу и только в День всех святых в 1273 году было произведено разделение графств Невер, Тоннер и Осер. Отец Маргариты, бывший наследником герцогства Бургундия, умер раньше отца, герцога Гуго IV, в 1266 году. 

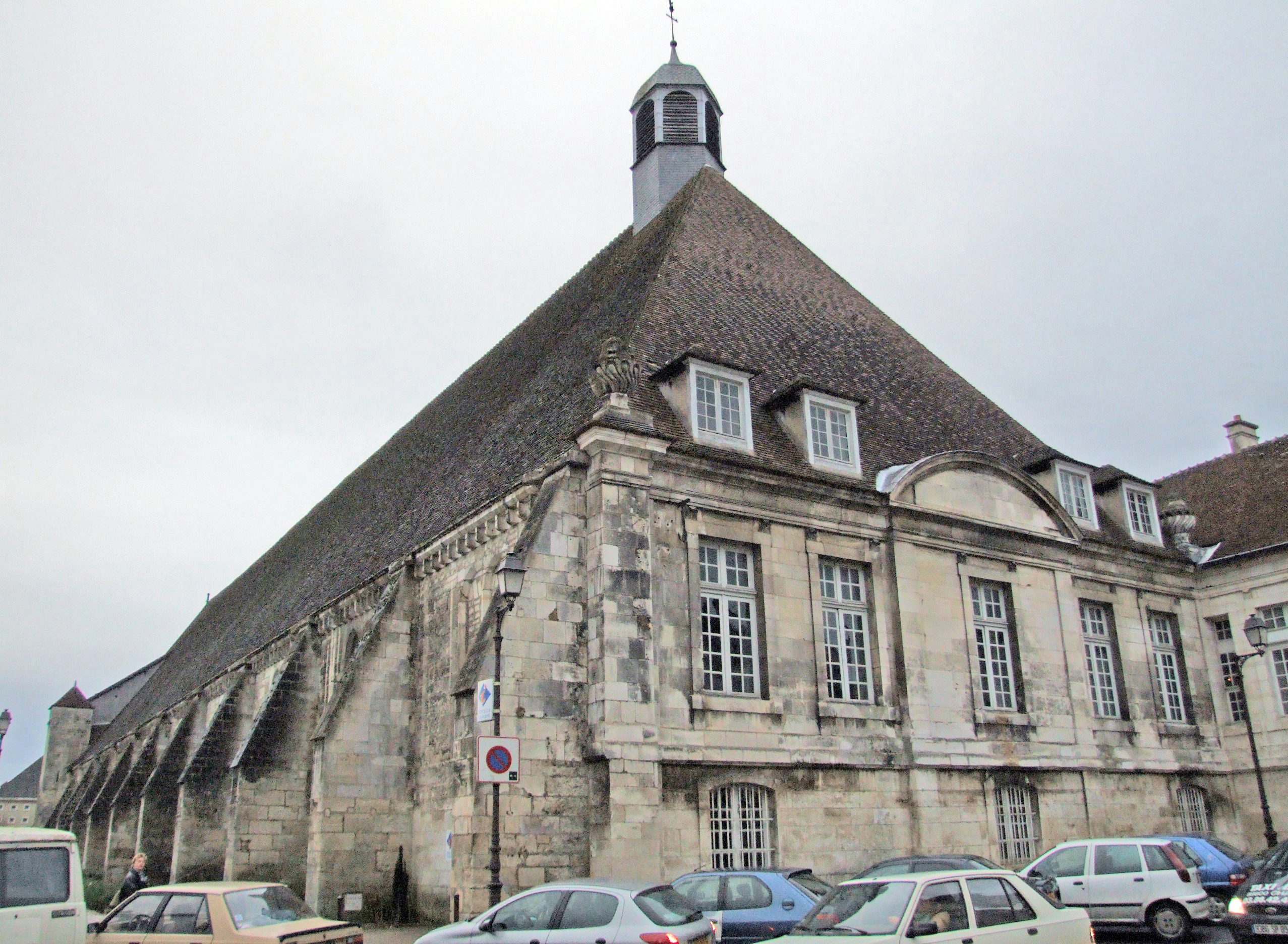
Средневековый госпиталь в Тоннере, основанный Маргаритой

В 1268 году Маргарита вышла замуж за короля Сицилийского королевства Карла I Анжуйского. Однако единственная дочь от этого брака умерла во младенчестве. После смерти мужа в 1285 году Маргарита, сохранившая контроль за своими владениями, удалилась в Тоннер, поселившись вместе с двумя родственницами — Маргаритой де Бомон, вдовой Боэмунда VII, графа Триполи, и Екатериной де Куртене, титулярной императрицей Латинской империи, внучкой Карла I Анжуйского, оказавшейся под опекой Маргариты Бургундской. В Тоннере Маргарита занималась благотворительностью, она основала госпиталь Нотр Дам де Фонтениль, ставший позже центральной больницей города Тоннер. Маргарита оставила госпиталю достаточно средств, чтобы он получал стабильный доход.
В 1293 году Маргарита составила завещание, согласно которому графство Тоннер после её смерти должен был унаследовать Гильом де Шалон-Осер, сын и наследник её умершей сестры Алисы. Однако Гильом умер раньше своей тётки, в результате чего Тоннер унаследовал его сын Жан II де Шалон-Осер. Умерла Маргарита в 1308 году.
5, 6 и 7 сентября 2008 года в Тоннере прошли празднования, во время которых была отмечена память Маргариты.

## Брак и дети
Муж: с 18 ноября 1268 года Карл I Анжуйский (21 марта 1227 — 7 января 1285), король Сицилии в 1266—1282, Неаполя с 1266, граф Анжу и Мэна с 1246, граф Прованса и Форкалькье с 1246, титулярный король Иерусалима с 1277, король Албании с 1272, князь Ахейский с 1278. Дети:
- Маргарита (ум. после 1276)